# Kristotomus laticeps
Kristotomus laticeps är en stekelart som först beskrevs av Johann Ludwig Christian Gravenhorst 1829.  Kristotomus laticeps ingår i släktet Kristotomus och familjen brokparasitsteklar. Arten är reproducerande i Sverige. Inga underarter finns listade i Catalogue of Life.